# Topomyia yanbarensis
Topomyia yanbarensis är en tvåvingeart som beskrevs av Ichiro Miyagi 1976. Topomyia yanbarensis ingår i släktet Topomyia och familjen stickmyggor. Inga underarter finns listade i Catalogue of Life.